# Léon Philippe Teisserenc de Bort
Léon Teisserenc de Bort (Parigi, 5 novembre 1855 – Cannes, 2 gennaio 1913) è stato un meteorologo francese.

## Biografia
È stato un pioniere nel campo della scienza dell'atmosfera e co-scopritore nel 1902, insieme a Richard Assmann, della stratosfera. Utilizzò, tra i primi, i palloni sonda individuando per primo quella regione dell'atmosfera terrestre intorno agli 8-17 chilometri di altezza dove il gradiente termico verticale raggiunge il valore zero, oggi conosciuta come tropopausa.
Dopo essere entrato nel 1880 a far parte del Bureau Central Météorologique si recò nel 1883, 1885, 1887 in Nord Africa per studiarne la geologia ed il magnetismo terrestre pubblicando, nel contempo, importanti carte della distribuzione della pressione all'altezza di 4000 metri. A partire dal 1896, dopo aver dato le dimissioni dal Bureau Central Météorologique organizzò un osservatorio meteorologico privato a Trappes vicino a Versailles dove condusse ricerche sulle nuvole utilizzando per primo palloni sonda riempiti di idrogeno. Nel 1898 pubblicò un articolo in cui descriveva il fenomeno per cui mentre la temperature dell'aria decresceva sino a circa 11 chilometri di altezza poi rimaneva costante. Incerto se tali risultati fossero indicative di un fenomeno fisico o semplicemente dovuti ad errori strumentali condusse più di duecento esperimenti con palloni sonda finché nel 1902 ipotizzò che l'atmosfera fosse divisa in due strati.
Negli anni successivi diede il nome di "troposfera" e "stratosfera" ai rispettivi strati atmosferici. Condusse ricerche in Svezia, nello Zuiderzee, nel Mediterraneo, nelle regioni tropicali dell'Oceano Atlantico adattando un vascello speciale in modo da poter studiare le correnti marine in relazione agli alisei. Fu eletto membro della Royal Meteorological Society nel 1903, membro onorario nel 1909 e fu insignito della Symons Gold Medal della stessa Società nel 1908. A Léon Teisserenc de Bort l'Unione Astronomica Internazionale ha intitolato il cratere Teisserenc sulla Luna ed il cratere Teisserenc de Bort su Marte.